# Han-Schule

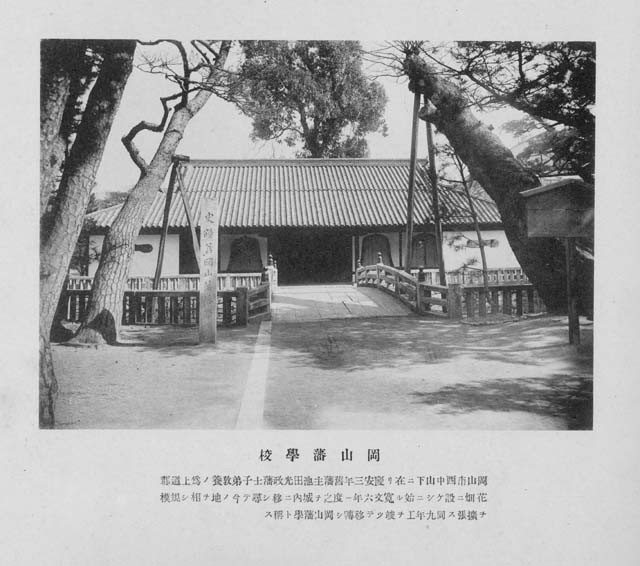
Okayama: Hanabatakekyōjō (ca. 1926)

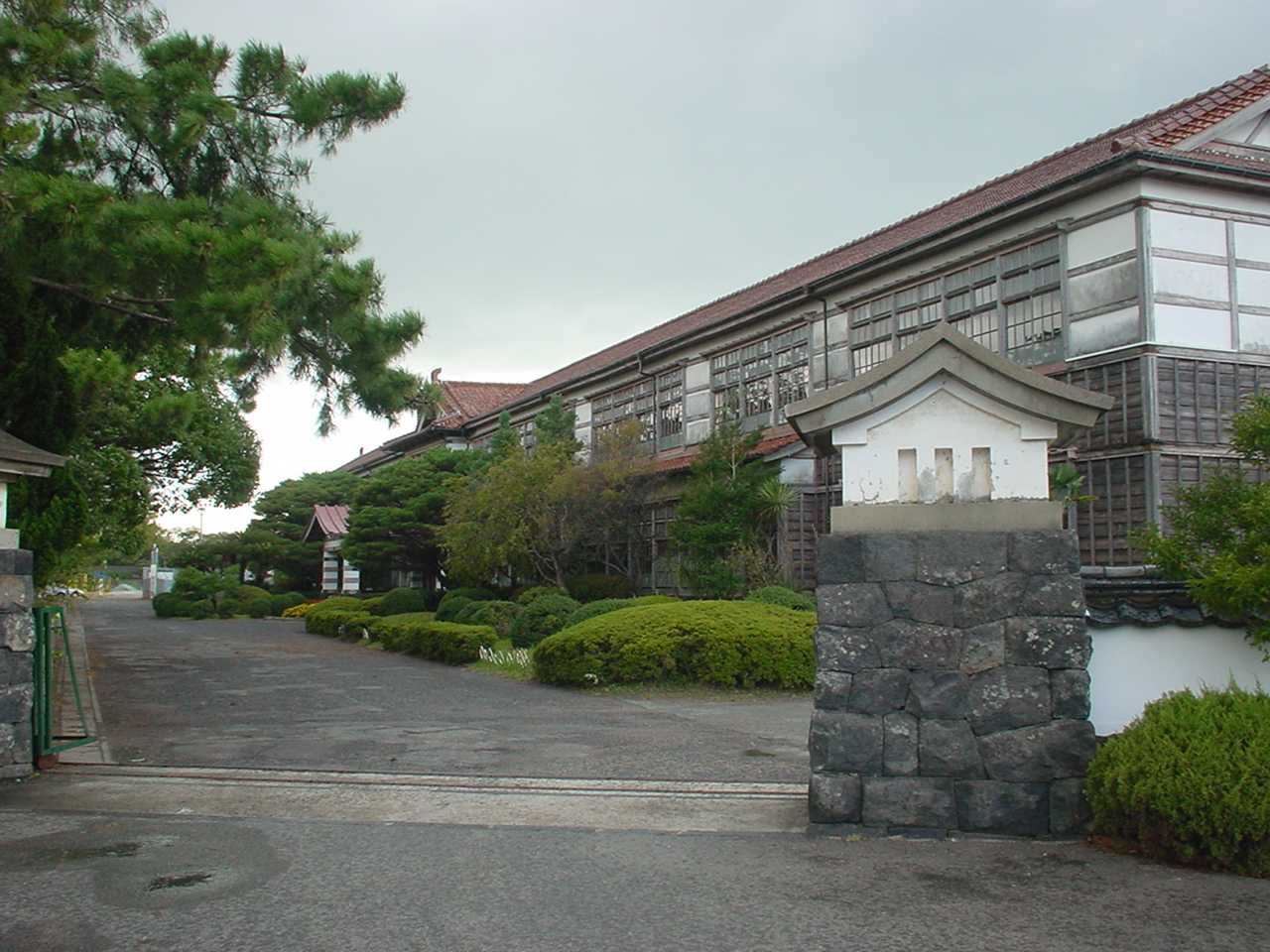
Hagi: Gelände des Meirinkan

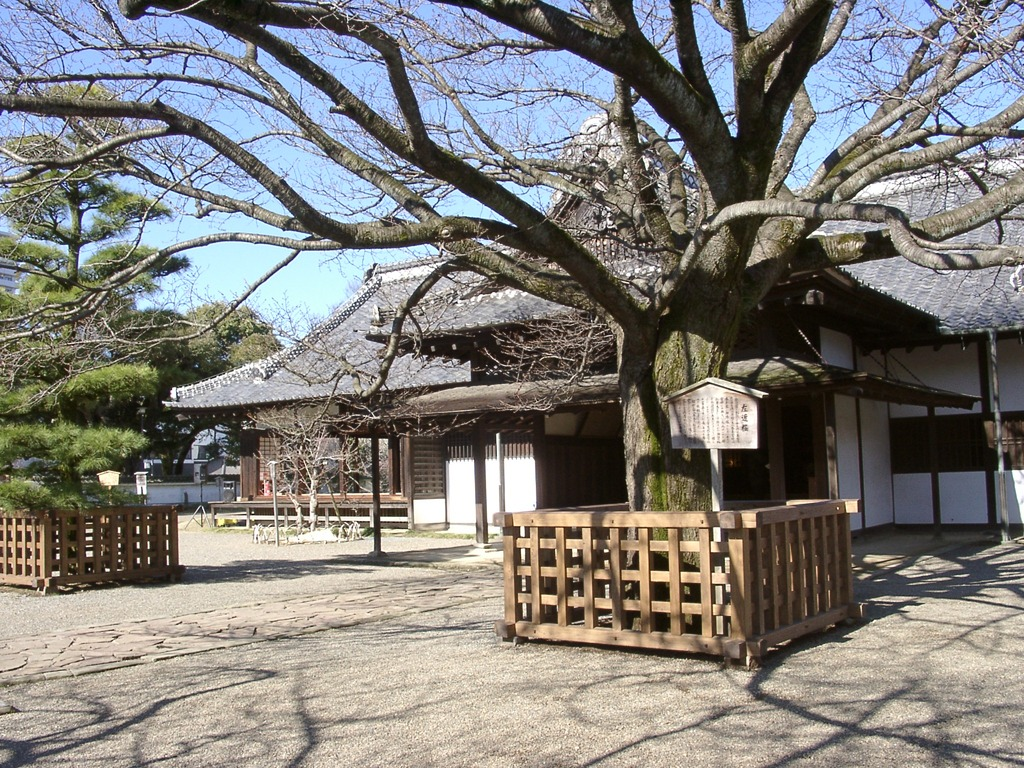
Mito: Kōdōkan, Haupthalle

Han-Schulen (japanisch 藩校/藩黌, Hankō, 藩学, Hangaku oder 藩学校, Hangakkō; dt. auch Daimyatsschule) waren die Schulen der japanischen Lehen (Han) in der Edo-Zeit, die von den Samurai bis ins mittlere Lebensalter besucht wurden. 

## Übersicht
Als mit der Edo-Zeit der Bürgerkrieg ein Ende fand, nutzten die (höheren) Samurai ihre Freizeit, um sich zu bilden. Nach und nach entstanden Schulen in vielen der 260 Han, die dann bis zur Meiji-Restauration existierten. Alle Schulen hatten einen auf ihre Ausbildungsfunktion hinweisenden Namen, der meist auf -kan (館, etwa „Anstalt“) oder -jo (場, etwa „Ort“) endete.
Es gab an den Schulen einen militärischen Zweig, mit Reiten, Fechten, Bogenschießen und einen zivilen Zweig mit dem Studium des Neo-Konfuzianismus, der chinesischen Klassiker, mit Mathematik und Naturwissenschaften, insbesondere Biologie und Astronomie. Die Mathematik wurde als Wasan besonders gepflegt.
Das Shogunat selbst verfügte über eine ursprünglich von Hayashi Razan gegründete Schule, die sie unter dem Namen Shōheisaka Gakumonjo (昌平坂学問所), d. h. „Lehranstalt am Shōhei-Hangweg“, weiter führte. (Siehe auch Yushima Seidō.)
Ergänzt wurden die Han-Schulen durch private Lehreinrichtungen (塾, juku) vor allem im Bereich der Medizin.
Diese Bildungsstätten waren die Grundlage dafür, dass Japan im 19. Jahrhundert bereits über eine vielseitig vorgebildete Elite verfügte, die dann in Europa und in den USA studierend schnell Anschluss an die westliche Wissenschaft fand.  
| Jahr | Sitz      | Schule          | Japanisch | Daimyō-Familie | Koku      |
| ---- | --------- | --------------- | --------- | -------------- | --------- |
| 1636 | Morioka   | Sakujinkan      | 作人館    | Nambu          | 200.000   |
| 1641 | Okayama   | Hanabatakekyōjō | 花畠教場  | Ikeda          | 315.000   |
| 1719 | Hagi      | Meirinkan       | 明倫館    | Mōri           | 369.000   |
| 1736 | Sendai    | Yōkendō         | 養賢堂    | Date           | 620.000   |
| 1754 | Kumamoto  | Jishūkan        | 時修館    | Hosokawa       | 540.000   |
| 1760 | Kōchi     | Chijukan        | 致授館    | Yamanouchi     | 242.000   |
| 1773 | Kagoshima | Zōshikan        | 造士館    | Shimazu        | 778.000   |
| 1775 | Izushi    | Gakumonjo       | 学問所    | Sengoku        | 58.000    |
| 1776 | Yonezawa  | Kōjōkan         | 興讓館    | Uesugi         | 180.000   |
| 1781 | Saga      | Kōdōkan         | 弘道館    | Nabeshima      | 357.000   |
| 1782 | Hiroshima | Shūdōkan        | 修道館    | Asano          | 426.000   |
| 1783 | Nagoya    | Meirinkan       | 明倫館    | Tokugawa       | 620.000   |
| 1786 | Hitoyoshi | Shūkyōkan       | 習教館    | Sagara         | 22.000    |
| 1786 | Fukuyama  | Seishikan       | 誠之館    | Abe            | 110.000   |
| 1789 | Akita     | Meitokukan      | 明徳館    | Satake         | 205.000   |
| 1791 | Wakayama  | Gakushūkan      | 学習館    | Tokugawa       | 555.000   |
| 1792 | Kanazawa  | Meirinkan       | 明倫館    | Maeda          | 1.027.000 |
| 1799 | Fukuoka   | Shūkenkan       | 修猷館    | Kuroda         | 520.000   |
| 1799 | Wakamatsu | Nisshinkan      | 日新館    | Matsudaira     | 555.000   |
| 1799 | Hikone    | Kōdōkan         | 弘道館    | Ii             | 240.000   |
| 1805 | Tsuruoka  | Chidōkan        | 至道館    | Sakai          | 138.000   |
| 1838 | Mito      | Kōdōkan         | 弘道館    | Tokugawa       | 350.000   |
| 1856 | Tokushima | Nagakukan       | 長久館    | Hachisuka      | 258.000   |
| 1857 | Ōita      | Yūenkan         | 遊焉館    | Matsudaira     | 22.000    |